# Josep Mas i Dordal

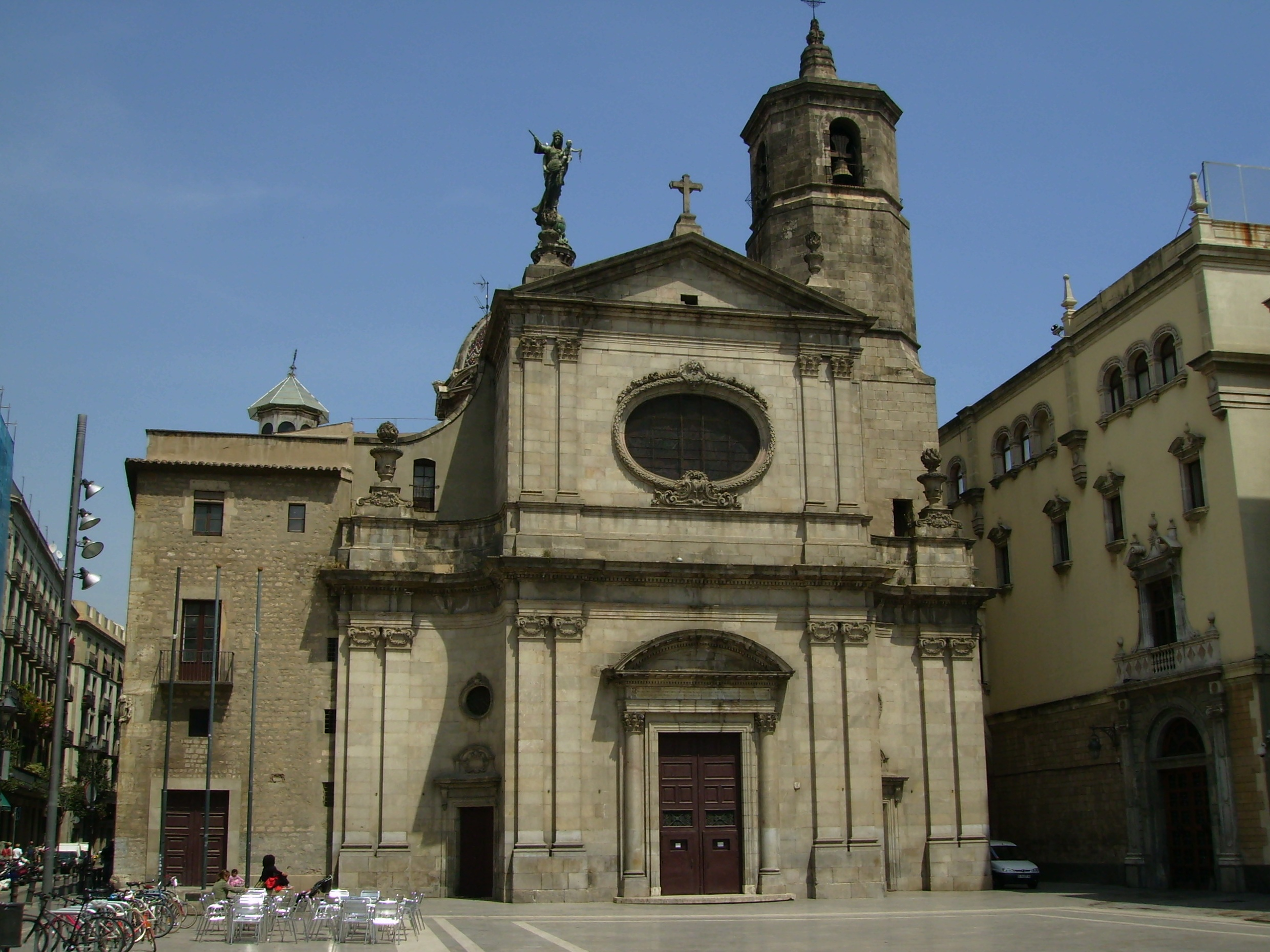
Basílica de la Mercè

Josep Mas i Dordal (Artés, ? - Barcelona, 1808) va ser un mestre de cases català que s'especialitza com arquitecte en dos estils, primer el barroc tardà on agafarà moltes influències de l'arquitectura de Bernini (com es poden veure en les seves façanes amb relleus plens de línies corbes) i a poc a poc, a la seva obra acabaran influint els autors del neoclassicisme.
Se sap que Mas i Dordal arribarà a Barcelona abans del 1750, ja que aquest any heretà del seu mestre el càrrec d'“encarregat de les conduccions i fons públiques”.
Destacarà per ser un artista que dona molta importància al detallisme i utilitzarà en la seva arquitectura pocs elements d'ornamentació en els murs exteriors però en canvi interiors molt recarregats com l'estil del rococó, ja que la seva obra pertany als finals del barroc.

## Presència de Mas i Dordal a Barcelona i primer treball
Josep Mas i Dordal neix a Artés, és el nebot de Francesc Mas, aquest treballa com a mestre de cases de la mateixa població i serà deixeble de Josep Arnaudies. Aquest mestre atorgarà a Josep Mas i Dordal el títol de mestre de cases i fonts l'any 1758. Amb aquest càrrec va realitzar la demolició de la torre medieval de la Portaferrisa.
Serà el 1766 quan després de sortir llicenciat de l'acadèmia Josep Mas i Dordal rebrà el gran títol “mestre d'obres” de l'ajuntament de Barcelona, a part d'aquest títol sabem que també va ser membre de la Reial Acadèmia de Ciències i Arts de Barcelona. Aquest càrrec el portarà a supervisar les ales del Palau Episcopal de Barcelona i a causa de l'informe que realitzarà sobre l'estat de l'edifici passarà a supervisar la reconstrucció de les ales.
En la vida de Josep Mas i Dordal una figura que hi serà molt present és la del seu germà Pau Mas i Dordal que també serà arquitecte i treballaran junts en un seguit d'obres com les remodelacions del Palau Episcopal. Entre tots dos germans hi havia molt bona relació, ja que se sap que l'any 1762 Josep Mas va cedir el títol d'encarregat de cases i fonts públiques al seu germà Pau i cap a l'any 1770 també cedirà el títol de mestre d'obres. Van tenir un paper fonamental en l'arquitectura catalana del segle xviii, ja que ells són dels primers a impulsar l'arquitectura.

## Planificació d'Almacelles i la possible construcció de l'església d'Alguaire
També hi ha una hipòtesi que diu que possiblement Josep Mas i Dordal va realitzar el projecte de la construcció de l'església d'Alguaire. L'obra és encarregada pels germans Mateu i Andreu Pedrerol i aquest últim sabem que va conèixer a Josep Mas i Dordal quan es trobaven realitzant el seu aprenentatge com a mestres d'obres.
Josep en ser mestre d'obres (i un dels millors arquitectes catalans d'aquesta època), se sap que va ser l'encarregat d'estructurar l'urbanisme del municipi d'Almacelles (molt proper a Alguaire) on va realitzar un projecte de 40 residències per 40 famílies, en conseqüència d'això neix la suposició que ell també va planificar la construcció de l'església d'Alguaire.
Concretament avui en dia en el municipi veí d'Almacelles trobem el “museu Josep Mas i Dordal” realitzat per l'arquitecte Joan Bergós i Massó l'any 1919 i el nom del museu ens afirma la forta presència de Mas i Dordal en aquest territori, a causa de tots aquests fets cada vegada es creu més probable la hipòtesi de la possible relació del nostre autor com a creador del projecte de l'església d'Alguaire.
L'obra estava pensada per ser molt semblant a la Basílica de la Mercè de Barcelona, l'interior és la gran diferència entre totes dues, mentre que l'església de la Mercè té una planta amb una sola nau i capelles laterals mentre que l'estil de planta que té la d'Alguaire és de planta de saló com l'església de Lleida. L'any 1936, l'església va ser destruïda en els conflictes de la guerra civil i la que tenim avui en dia és una remodelació.

## Església de la Mercè
L'obra arquitectònica que el donarà el renom és la basílica de la Mercè a la Ciutat Vella de Barcelona. Aquesta obra d'estil barroc està dedicada a la verge de la Mercè. Aquesta església s'aixeca sobre una església anterior construïda a l'edat mitjana cap als anys 1249-1267 i més endavant en el període gòtic va tornar a ser reformada, formava part d'un conjunt format per una església i convent que portaven el mateix nom que conservem avui en dia, la reestructuració realitzada per Mas i Dordal va ser projectada per Carles Grau.
L'estil que agafa aquesta obra és el barroc més clàssic i una forta influència de l'arquitectura de Bernini, la semblança es pot veure en la forma arquitectònica exterior i la utilització de l'ondulació i les línies corbes per representar la façana però l'interior segueix l'exemple de les esglésies amb plantes de creu llatina realitzades a la Catalunya de la Contrareforma les quals contenen una sola nau i capelles laterals ubicades entre els contraforts, el creuer és governat per una cúpula de petites dimensions.

## Remodelació del Palau Episcopal

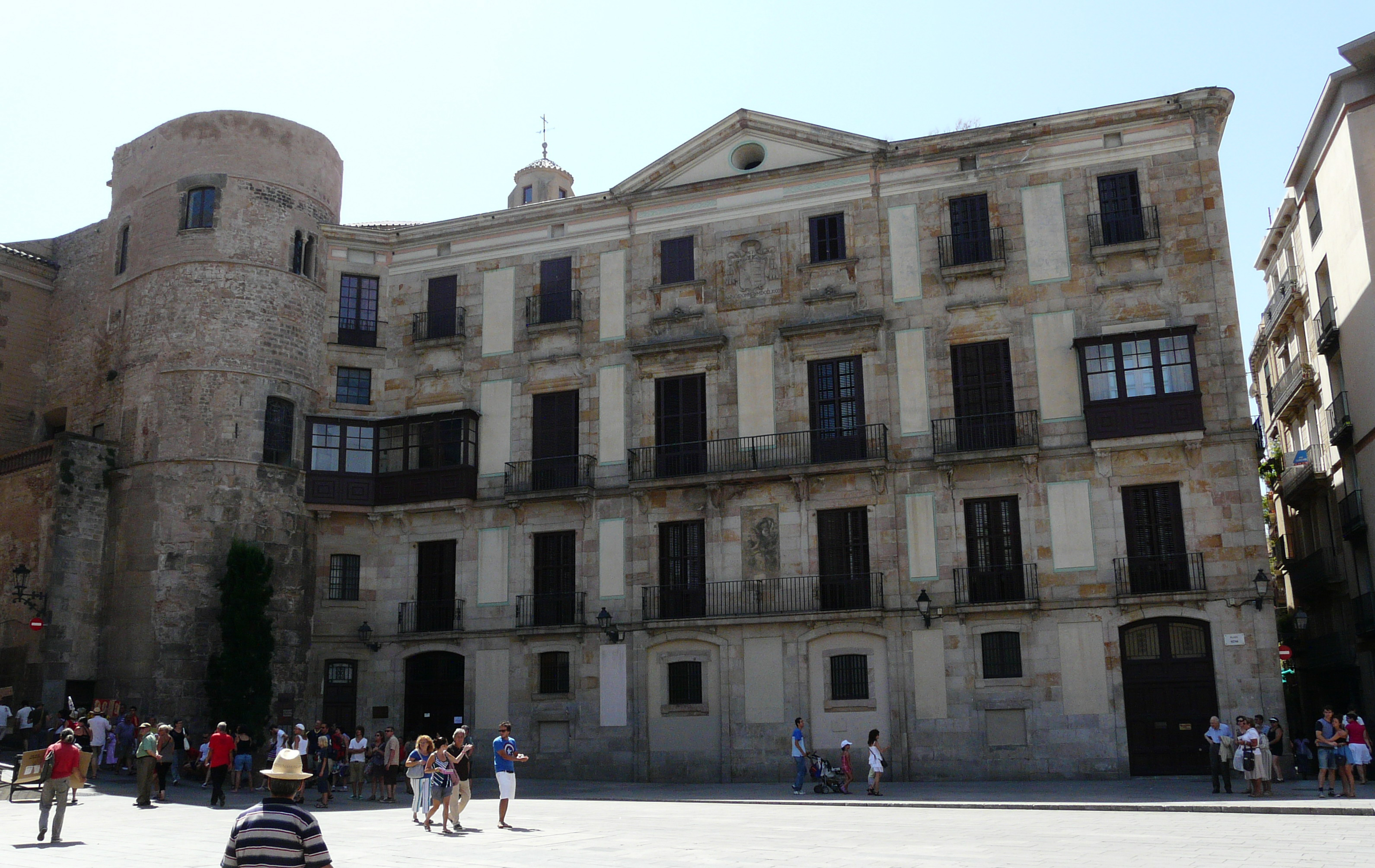
Façana del Palau Episcopal de Barcelona

El Palau Episcopal de Barcelona del qual ja hem vist que Josep Mas i Dordal juntament amb l'ajuda del fuster Pau Planes reformen les ales del carrer del bisbe i Montjuïc del bisbe, aquestes dues naus eren datades originalment del segle xvi, aquest projecte de remodelació és realitzat a causa de la gran pressió que exerceix el nou bisbe sobre el govern municipal en queixar-se del mal estat en el qual es troben les ales que sustenten el gran saló del palau, pocs anys després, Josep Mas i el seu germà Pau Mas, s'encarregaran de reestructurar l'ampliació de la nova ala de la plaça Nova de Barcelona sota la presència del bisbe Valladares.
El projecte amb la seva planimetria, es conserva a l'Arxiu Diocesà de Barcelona i consta de quatre plantes, l'edifici té accés directe a la plaça Nova i a la planta més baixa s'hi pot trobar el gran pati interior que governa el centre de l'edifici, les plantes superiors sorgeixen d'aquesta central i queden perfectament enganxades, la visualització de l'edifici dona una sensació de solidesa als ulls de l'espectador tant en els aspectes constructius com els formals. Les seves mides són: 28 metres d'ample per 17 metres de profunditat i amb una alçada de 19 metres, aquí es pot veure com l'edifici representa un gran bloc de grans proporcions pel que fa a la mida total.

## Sant Vicenç de Sarrià

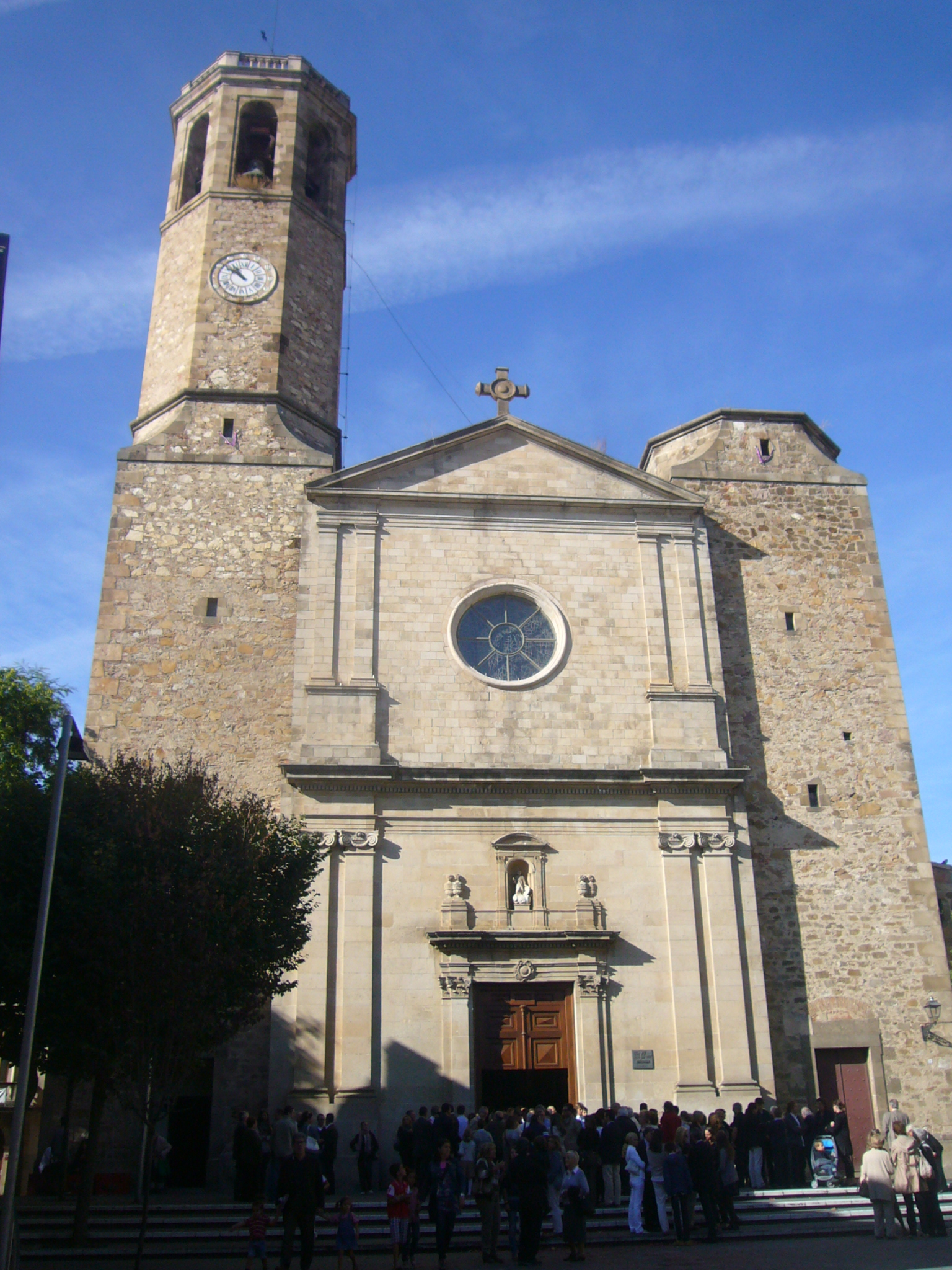
Sant Vicenç de Sarrià

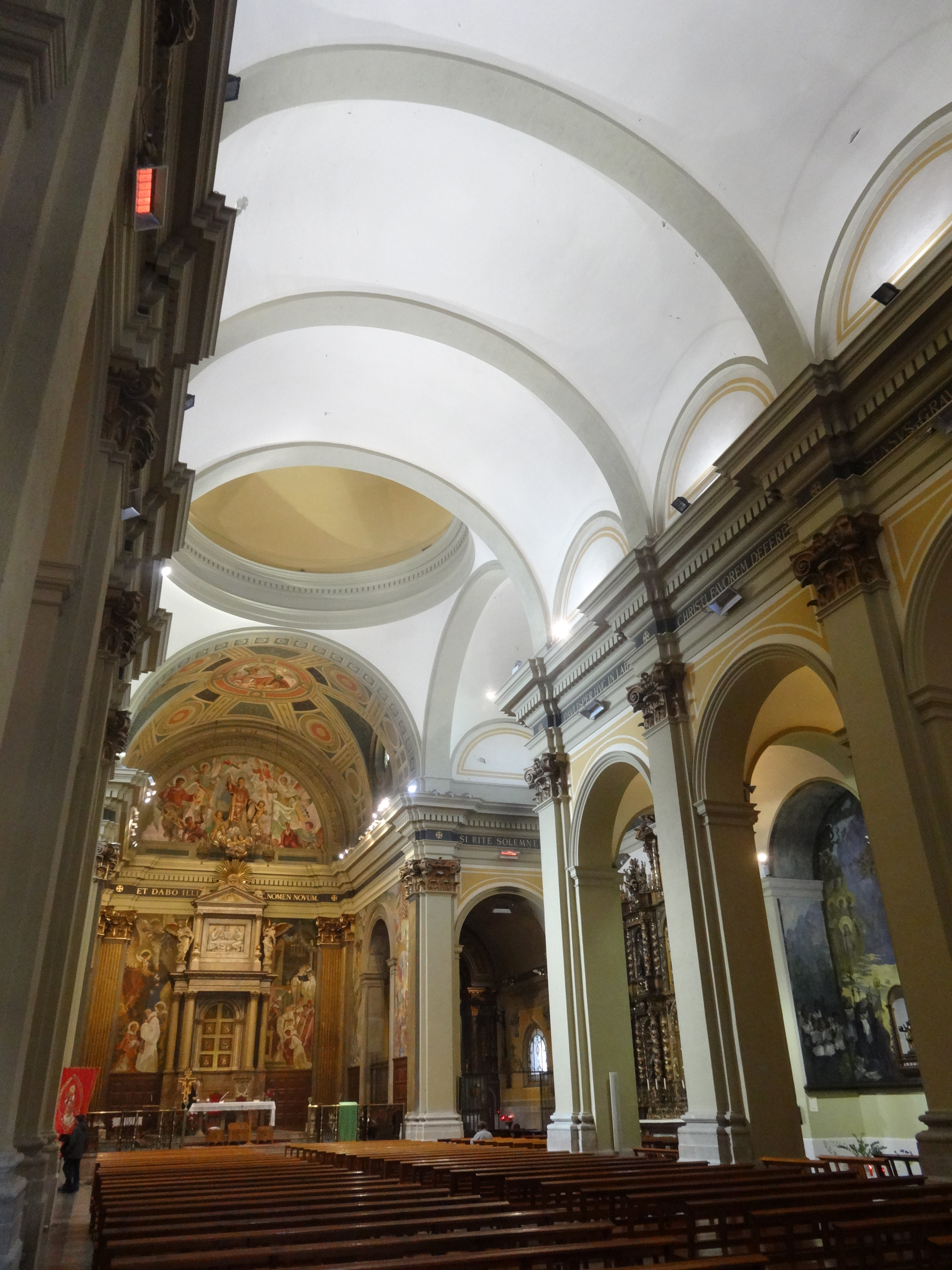
Sant Vicenç de Sarrià

Sant Vicenç de Sarrià, Josep Mas i Dordal construeix aquesta nova església cap a l'any 1782, va quedar inacabada, ja que havia de tenir dues torres, aquesta carència es pot veure en els materials de la paret on veiem la pedra i el morter sense arrebossar. S'hi poden trobar elements que ens fan veure la mà de l'arquitecte Josep Mas i Dordal en l'obra com pot ser la preferència en la utilització dels capitells jònics decorats amb garlandes o la gran preocupació per la simetria i la simplicitat de les formes visible en les seves obres.
Aquesta obra torna a ser diferent de l'església de la Mercè on es veien formes curvilínies com la de la façana, en Sant Vicenç es pot veure el predomini de les formes rectes i poligonals, desapareix qualsevol rastre de línies corbes, fins i tot la planta deixa de ser la típica d'una sola nau i passa a ser una planta de saló, com l'església d'Alguaire vista anteriorment.

## Palau Moja

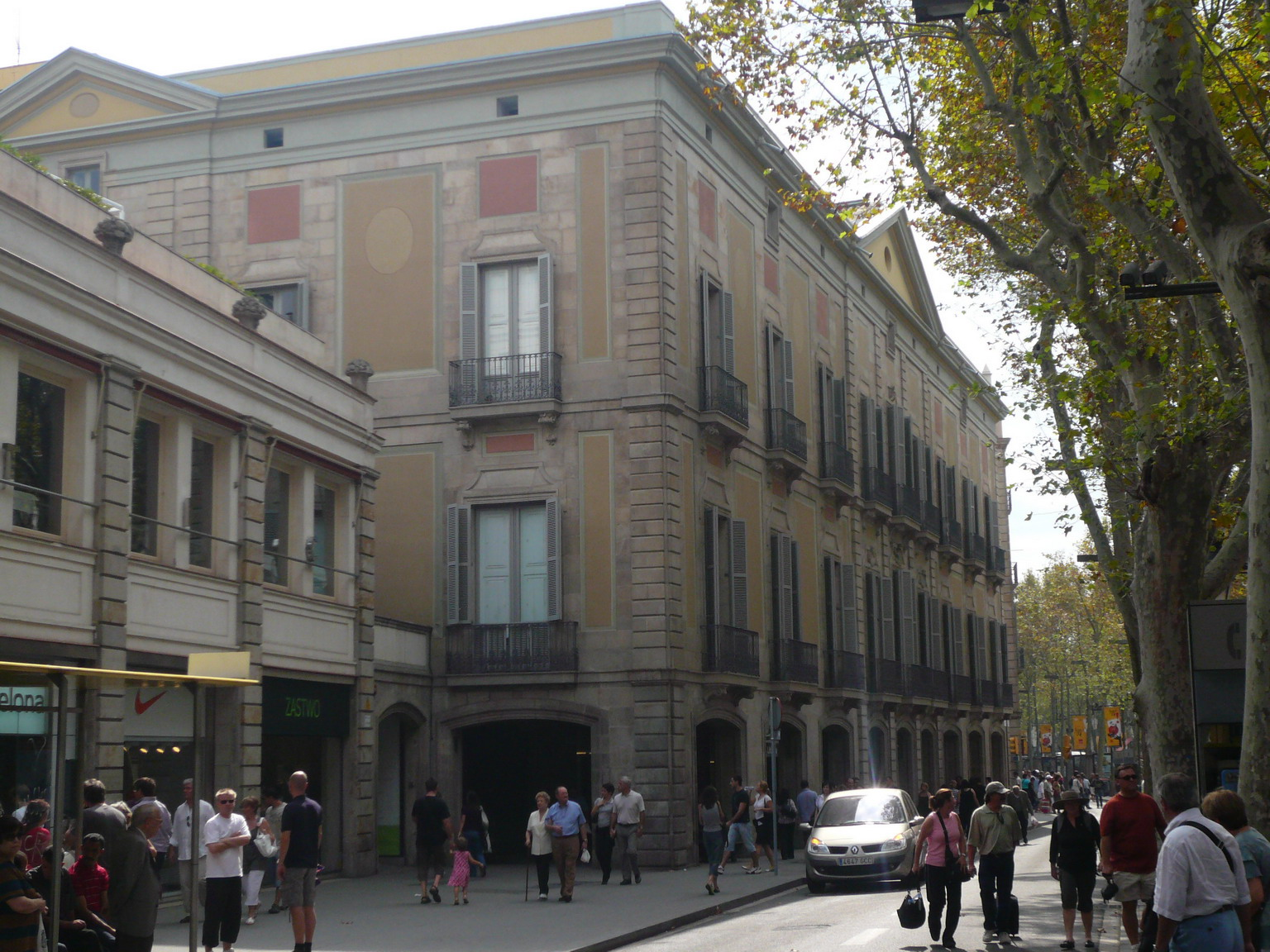
Palau Moja

El Palau Moja a la rambla barcelonina, aquesta obra en comptes de ser realitzada amb l'estil primerenc de Josep Mas i Dordal basat en el barroc clàssic, aquesta és construïda amb l'estil neoclàssic, L'edifici és manat construir pels marquesos de Cartellá i Moja, consta d'una estructura de planta baixa i de dos pisos, la façana és coronada per un frontó triangular i conté finestrals decorats amb trofeus militars. L'equip que projecta, decora i basteix l'edifici, és el mateix que va reestructurar l'ala del palau episcopal en el primer treball de Josep Mas i Dordal com a mestre d'obres a Barcelona: (Sebastià Prats com a picapedrer, Francesc Salariga com a vidrier, Pere Sendil com a manyà i Francesc Pla com a pintor). El contracte d'aquesta obra serà obtingut pel seu germà Pere Mas i Dordal.

## Influències
Autors com Josep Cerafí que freqüentava la capital catalana, en un d'aquests viatges degué estar atent en les grans construccions que es realitzaven en aquells moments a la ciutat de Barcelona com va ser l'església de la Mercè, (la qual guarda una gran semblança en àmbits com la planta o l'estructuració de la façana) a l'església del Catllar feta per Cerafí. La influència potser havia sigut més propera que un simple visionat de la construcció, Cerafí i Mas i Dordal es podien haver conegut i haver treballat en la construcció de l'església de la Mercè però lamentablement no hi ha cap document que ens certifiqui això.